# Urceola laevis
Urceola laevis là một loài thực vật có hoa trong họ La bố ma. Loài này được (Elmer) Merr. miêu tả khoa học đầu tiên năm 1915.